# ناراچ
ناراچ (به بلاروسی: Нарач) یک شهر و استراحتگاه کوچک در نزدیکی دریاچه ناراچ در منطقه مینسک بلاروس است. ناراچ ~۳٬۴۰۰ نفر جمعیت دارد.